# Wassili Iwanowitsch Aksjonow

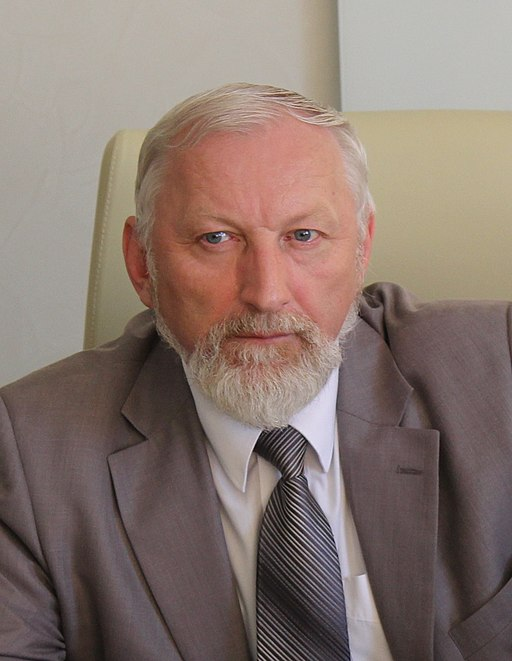
Wassili Iwanowitsch Aksjonow, 2023

Wassili Iwanowitsch Aksjonow (russisch Василий Иванович Аксёнов; * 6. Juli 1957 in der Oblast Twer) ist ein sowjetischer und russischer Kernphysiker.

## Leben
Aksjonow studierte am Moskauer Energetischen Institut und machte dort 1981 einen Abschluss im Bereich Kernkraftwerke und -installationen.
Nach dem Studium arbeitete er im Kernkraftwerk Kalinin in unterschiedlichen Funktionen: Er war leitender Reaktoringenieur, Schichtleiter, Reaktormanager, Chefingenieur, stellvertretender Kalinin NPP und wurde 2005 zum Direktor befördert.
In den Jahren 2007 bis 2008 war er stellvertretender Technischer Direktor für die neuen Blöcke des Konzerns Rosenergoatom. Seit März 2008 ist er Erster stellvertretender Generaldirektor von OJSC Atomenergoremont und seit Januar 2015 Direktor des Moskauer Zentrums des Weltverbandes der Betreiber von Kernkraftwerken.
Er war Abgeordneter der Gesetzgebenden Versammlung der Oblast Twer.

## Auszeichnungen
2005: Medaille des Verdienstordens für das Vaterland II